# Phaonia amabilis
Phaonia amabilis är en tvåvingeart som först beskrevs av Johann Wilhelm Meigen 1826.  Phaonia amabilis ingår i släktet Phaonia och familjen husflugor. Arten är reproducerande i Sverige. Inga underarter finns listade i Catalogue of Life.